# أرنولد ويبستر
أرنولد ويبستر هو سياسي كندي، ولد في 9 مارس 1899 في فانكوفر في كندا، وتوفي في 27 يوليو 1979. نشط حزبياً في Co-operative Commonwealth Federation ‏ والحزب الديمقراطي الجديد. وقد انتخب عضو مجلس العموم الكندي.